# Gijsbert Fontein Verschuir
Gijsbert Fontein Verschuir (Franeker, 13 oktober 1764 - Alkmaar, 2 januari 1838) was een Fries orangistisch advocaat die als (ultra)conservatief bestuurder en politicus regionaal en nationaal diverse politieke ambten bekleedde.
Fontein Verschuir was de zoon van predikant en hoogleraar Oosterse talen Jan Hendrik Verschuir en Isabella Algra van Fontein. Hij studeerde Romeins en hedendaags recht aan de Hogeschool te Franeker tussen 1779 en 1785, waarna hij zich als advocaat in Leeuwarden vestigde. Het volgende jaar werd hij volmacht ten Landdage van Friesland, en in 1788 werd hij namens Holland (hij was inmiddels verhuisd naar Alkmaar) afgevaardigd naar de Staten-Generaal van de Nederlanden in 's-Gravenhage. In Alkmaar werd hij in 1789 ook raad in de vroedschap.
Na de revoluties van 1795 raakte hij zijn ambten kwijt als orangist, en was hij enige jaren ambteloos. Vanaf 1803 was hij echter weer betrokken bij de regionale politiek - als lid van de stedelijke raad, als burgemeester van Alkmaar, als maire en sous-prefect. Ook van 1824-1838 zou hij nog veel jaren burgemeester van Alkmaar zijn. Daarnaast was hij een vooraanstaand waterstaatbestuurder in het noordelijk deel van Holland.
Na de ondergang van Napoleon in 1814 werd hij lid van de Provinciale Staten van Holland (1814-1816), was hij buitengewoon lid van de Staten-Generaal in 1815 en van 1816-1829 lange tijd lid van de Tweede Kamer der Staten-Generaal. Van 1831 tot 1838 was hij lid van de Eerste Kamer. Hij behoorde in de Tweede Kamer tot de conservatiefste leden.
In 1797 trouwde Fontein Verschuir met Cornelia Frederika de Dieu, met wie hij vijf dochters en twee zoons zou krijgen. Een van die zoons was het Eerste Kamerlid Daniël Carel de Dieu Fontein Verschuir, de ander was burgemeester van Heiloo (1841-1854) en Limmen (1852-1854). Na in 1822 tot jonkheer te zijn verheven, kocht hij in 1824 de heerlijkheid van Heiloo, Oesdom en Ter Coulster. Fontein Verschuir is benoemd tot Ridder in de Orde van de Nederlandse Leeuw en het Franse Legioen van Eer.
- Biografisch Portaal: 35984282
- Digitale Bibliotheek voor de Nederlandse Letteren: vers094
- International Standard Name Identifier: 0000 0003 9091 8191
- Nederlandse Thesaurus van Auteursnamen: 07003933X
- Parlement.com: vg09lls5snwp
- Virtual International Authority File: 284633140
- WorldCat: E39PBJmXFgT4r8j3m4CCHdjwG3